# Turid Leirvoll
Turid Johanne Leirvoll (født 24. juni 1956 i Rogaland, Norge) er en norsk og dansk politiker. Hun har en baggrund i fagbevægelsen (Landsorganisasjonen i Norge) og var partisekretær for norske Sosialistisk Venstreparti (SV) 1993-2001.
Siden 2002 har Leirvoll vært partisekretær i Socialistisk Folkeparti. I november 2007 blev hun medlem af styret for Oslosenteret for fred og menneskerettigheter.